# Neutor (Aachen)

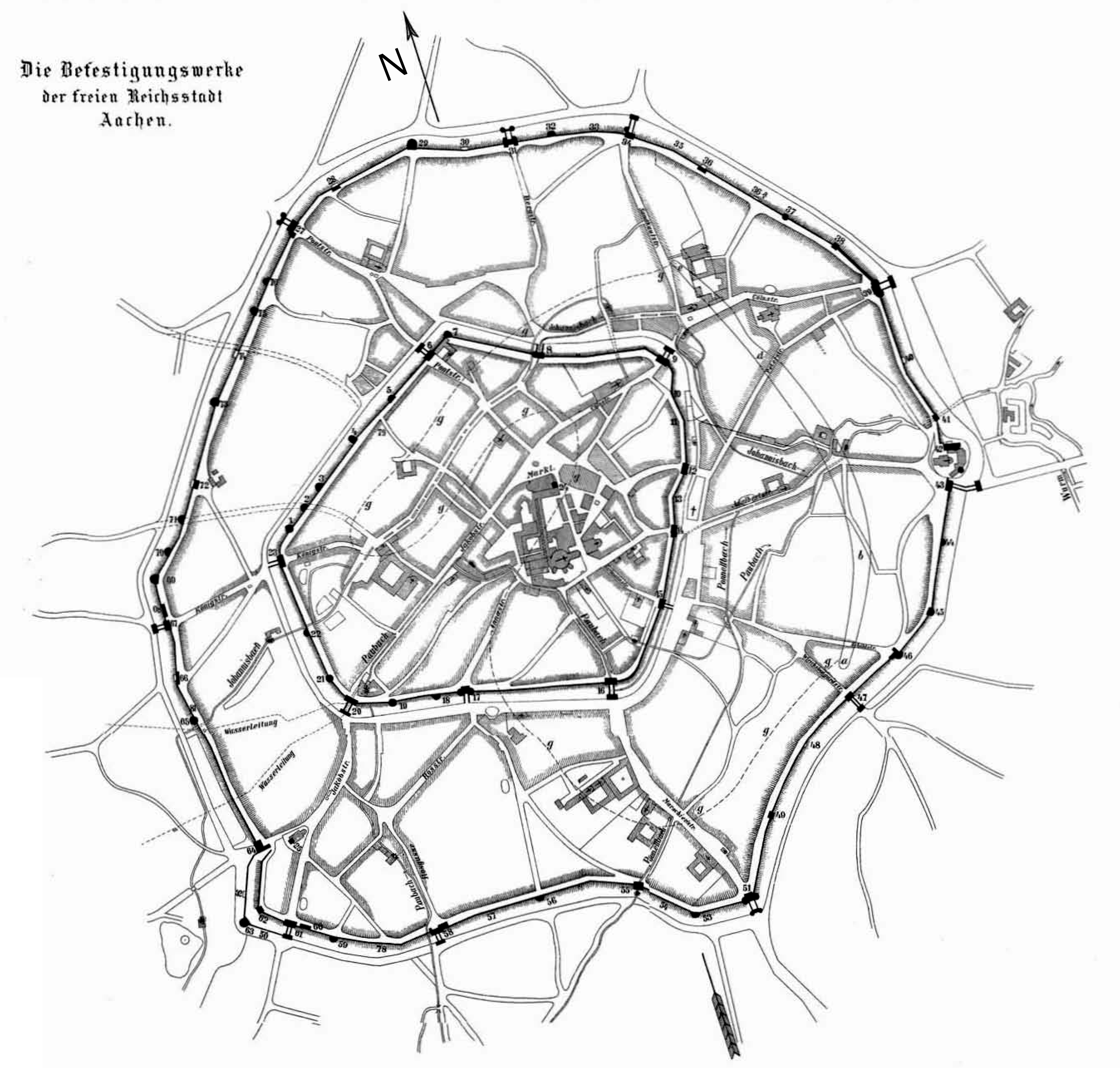
Nr. 8 = Das Neutor; Grafik von Carl Rhoen

Das Neutor war eines der Nebentore in der inneren Stadtmauer Aachens, die auch den Namen innerer Ring, erste Mauer oder Barbarossa-Mauer trägt. Diese wurde auf Veranlassung des Kaisers Friedrich I. zwischen 1171 und 1175 errichtet und verlief etwa dort, wo noch heute der innere Ring der Stadt Aachen entlangführt. Das Neutor wurde im Jahr 1764 abgerissen.

## Geschichte
Das Neutor diente der Bewachung des Ausflusses des Johannisbachs aus der Stadt. Bei der Erbauung des Neutors wurde die Verbindung zum Salvatorkloster auf dem Salvatorberg berücksichtigt, das 996 als Benediktinerkloster gegründet und 1147 von den Zisterzienserinnen übernommen wurde und heute die Oblaten der makellosen Jungfrau Maria beheimatet.

## Lage
Das Neutor befand sich im Aachener Norden in der sog. Barbarossa-Mauer zwischen dem Pontmitteltor und dem Kölnmitteltor, genauer dort, wo heute Neupforte, Hirsch- und Seilgraben aufeinandertreffen.
Heute erinnert der Straßenname Neupforte, der erstmals im 12. Jahrhundert als „Nova Platea“ erwähnt wurde, an die Existenz des Neutors.